# Aamito Lagum
Aamito Stacie Lagum, née en décembre 1992, est une top model ougandaise, et une actrice.

## Biographie
Lagum est l'enfant d'une mère célibataire, Sidonia Ayaa, et est née à Rubaga, quartier de Kampala, le 3 décembre 1992. Après avoir perdu son emploi, sa mère déménage à Kitgum, au nord de l'Ouganda, pour emménager chez ses grands-parents. Cette région subit alors les attaques d'un mouvement de rébellion religieux, l'Armée de résistance du Seigneur, et elle est témoin de leurs exactions,.
À l'âge de seize ans, elle commence une carrière de mannequin à Kampala. Son premier emploi est à la Ugandan Fashion Week, où elle défile pour la collection GW de Gloria Wavamunno. En 2012, Lagum rencontre la designer Adele Dejak, qui l'emmène au Kenya pour une série de photos.
En 2013, elle participe à un casting pour l'Africa's Next Top Model. Elle est retenue au cours d'une première sélection, à Nairobi (qu'elle rejoint après 16 heures de bus, venant de Kampala), puis devient l'une des douze finalistes  au Cap, pour finalement emporter le concours,. Une autre top-model, Oluchi Onweagba, déclare à son propos lors de la finale :  « Je pense qu’elle est une véritable représentation d’une beauté africaine, et qu'elle a une âme de guerrière ».
Elle apparaît dans l'édition sud-africaine de Elle. Elle signe également un contrat avec DNA Model Management, et des contrats de promotion avec P&G, Etisalat, Verve International, etc.,.
Elle poursuit en Afrique du Sud  et fait l'objet d'un éditorial pour Marie Claire, l'édition sud-africaine, en août 2014. Elle déménage à New York. Elle débute dans la saison Fashion weeks 2015, défilant ainsi pour Lacoste, Marc Jacobs, J. Mendel, Rag & Bone, Giles, Jonathan Saunders, Paul Smith, et Bottega Veneta. Et pour une campagne de publicité de Marc Jacobs, tourné par David Sims . Elle ouvre le défilé Balenciaga à Paris, et défile également pour Lanvin, Dries van Noten, H&M, Giambattista Valli, et Hermès,. Ce parcours pour ces maisons et pour d'autres, comme Kenzo, Zac Posen, etc., se poursuit,. En octobre 2015, Lagum est mise en avant par Cosmopolitan. En 2016, elle fait l'objet de remarques racistes sur un réseau social, lors de la diffusion d’une campagne publicitaire pour un rouge à lèvres MAC Cosmetics. Des remarques sur la morphologie de ses lèvres. Elle répond en invitant d’autres internautes à s’afficher quel que soit leur type de beauté,.
Outre ses collaborations avec de nombreux créateurs de mode, elle figure dans une grande variété de magazines, dont l' i-D, Entretien,  W, V, Harper's Bazaar, L'Officiel, Vogue, Teen Vogue, et Vanity Fair. En avril 2017, elle est en vedette sur la couverture du magazine américain  Allure, et en août de la même année sur l'édition britannique de  Elle. En 2020, elle tourne dans un film américano-australien, Trois mille ans à t'attendre (Three Thousand Years of Longing), écrit et réalisé par George Miller et sorti en 2022. Elle y interprète le personnage de la Reine de Saba.
Lors d'un entretien pour le site sud-africain IOL, elle répond à la question « La personne que vous admirez le plus ? » : « Ma mère. Elle m'a appris ce que c'était d'être indépendante et ambitieuse ». Elle complète son propos par la dernière question « De quoi aimeriez-vous qu'on se souvienne de vous ? ». Réponse : « Mon regard et mon ambition ».